# Androsace tibetica
Androsace tibetica är en viveväxtart som först beskrevs av Carl Maximowicz, och fick sitt nu gällande namn av Paul Erich Otto Wilhelm Knuth. Androsace tibetica ingår i släktet grusvivor, och familjen viveväxter. Inga underarter finns listade i Catalogue of Life.